# آهای جو
آهای جو یا هِی جو (به انگلیسی: Hey Joe) نام یک ترانه عامه‌پسند آمریکایی از دهه ۱۹۶۰ است که به یک استاندارد راک تبدیل شده است و تاکنون در سبک‌های مختلف موسیقی توسط ده‌ها هنرمند مختلف به اجرا درآمده است. آهای جو داستان مردی را بازگو می‌کند که همسرش را به قتل رسانده است و در حال فرار به مکزیک است. با این حال، ادعاهای گوناگون و نسبت دادن این ترانه به هنرمندان مختلف باعث شده پدیدآور اصلی و منشا پیدایش آن نامشخص باشد. اولین نسخه تجاری شناخته شده از این ترانه مربوط به گروه گاراژ راک لس آنجلسی، د لیوز است که در اواخر سال ۱۹۶۵ ضبط شده است. این گروه بعدها ترانه را دوباره ضبط کرد و آن را در سال ۱۹۶۶ منتشر کرد. در حال حاضر معروف‌ترین نسخه از این ترانه متعلق به گروه جیمی هندریکس اکسپرینس است که در سال ۱۹۶۶ ضبط شد و اولین تک‌آهنگ این گروه محسوب می‌شود. گاهی اوقات به این ترانه «آهای جو، کجا می‌خوای بری؟» یا عنوان‌های مشابه دیگر هم گفته می‌شود.